# مروا نبیلی
مروا نبیلی (زاده ۱۹۴۱ میلادی در تهران) فیلم‌ساز و شاعرِ زادهٔ ایران است که پیش از انقلابِ ۱۳۵۷ در ایران فعالیت داشت.

## زندگی
وی در سال ۱۹۴۱ در تهران متولد شد و درس خواند، بعدها در قسمت نقاشی هنرستان عالی فرهنگ و هنر تحصیل کرد. تمایل به کار فیلم‌سازی زمانی در او رشد گرفت که هنرپیشه و منشی تهیه‌کننده فیلمِ سیاوش در تخت جمشیدِ فریدون رهنما بود. بعد از آن به انگلستان سفر کرد و سه سال در رشتهٔ کارگردانی درس خواند. بعد از این مدت به نیویورک رفت و در آنجا در قسمت کارگردانی و تهیه فارغ‌التحصیل شد همچنین دیپلمی از دانشگاه شهر نیویورک در قسمت فیلم و درام و مدرکی در فیلمسازی از «گودار کالج ورمونت» دریافت کرد. او در کنار تحصیلاتش فعالانه در قسمت تئاتر و باله در آمریکا کار کرد. مروا نبیلی در آمریکا چند فیلم کوتاه و چند دکومانتر ساخت. فیلم «خاک بکر» اولین فیلم بلند مروا نبیلی می‌باشد. او قبل از این یک سری فیلم‌های کوتاه و مستند برای تلویزیون ایران ساخته‌است. مروا نبیلی با فیلم «خاک بکر» در جشنواره‌های جهانی درخشید.

## فیلم‌شناسی
- ۱۹۸۴ American Playhouse (مجموعه تلویزیونی) (۱ اپیزود) Nightsongs
- افسانه‌های کهن ایرانی (مجموعه تلویزیونی) (۱۳۵۷) کارگردان
- خاک مهر شده (۱۳۵۶) کارگردان
- سیاوش در تخت جمشید (۱۳۴۶) بازیگر